# City of Kalamunda
City of Kalamunda – jednostka samorządu terytorialnego w stanie Australia Zachodnia, zaliczana do aglomeracji Perth.
Jednostka powstała w 1897 roku jako Darling Range Road District. W 1961 roku obszar ten został przemianowany na Shire of Kalamunda i uzyskał status hrabstwa. 1 lipca 2017 roku nadano status city i przemianowano jednostkę na City of Kalamunda.
Liczba mieszkańców wynosi ok. 49,5 tysiąca (2006), zaś powierzchnia 324,2 km².  

## Dzielnice i osiedla
- Bickley
- Canning Mills
- Carmel
- Forrestfield
- Gooseberry Hill
- Hacketts Gully
- High Wycombe
- Kalamunda
- Lesmurdie
- Australia
- Paulls Valley
- Pickering Brook
- Piesse Brook
- Reservoir
- Walliston
- Wattle Grove